# Jindřichohradecké místní dráhy
Jindřichohradecké místní dráhy (Lokaalspoorwegen van Jindřichův Hradec, JHMD) is een spoorwegmaatschappij uit de Tsjechische stad Jindřichův Hradec. De maatschappij beheert een tweetal Bosnisch smalspoorlijnen in de regio's Vysočina en Zuid-Bohemen. JHMD werd opgericht in 1994.

## Routes
JHMD exploiteert twee spoorlijnen die bekendstaan onder de nummers 228 en 229 van de České dráhy, de Tsjechische Spoorwegen. Lijn 228 loopt van Jindřichův Hradec naar Obrataň, een plaats ongeveer 40 kilometer noordelijker. De lengte van de lijn, die in Obrataň een aansluiting heeft op lijn 224 van de České dráhy, is 46 kilometer. Lijn 229 loopt vanaf Jindřichův Hradec in zuidelijke richting naar Nová Bystřice. Deze lijn heeft een lengte van 32,9 kilometer. In Jindřichův Hradec is er een aansluiting op lijn 225, beheerd door de České dráhy. De maximumsnelheid op het traject, voor dieseltreinen, is 50 kilometer per uur.

## Geschiedenis
Spoorlijn 228 (naar Obrataň) werd op 1 november 1897 geopend, spoorlijn 229 (naar Nová Bystřice) op 24 december 1906. Op dat moment had de lokaalspoorweg met 74 kilometer haar huidige lengte bereikt. In eerste instantie waren de lijnen eigendom van twee kleine lokaalspoorbedrijfjes maar in 1925 werden beide lijnen eigendom van de Tsjechoslowaakse staat. Deze situatie bleef zo gehandhaafd tot 1993, in dat jaar begon het proces van privatisering. Voor dat doel werd op 19 september 1994 JHMD opgericht. Het proces was gereed op 28 februari 1998.

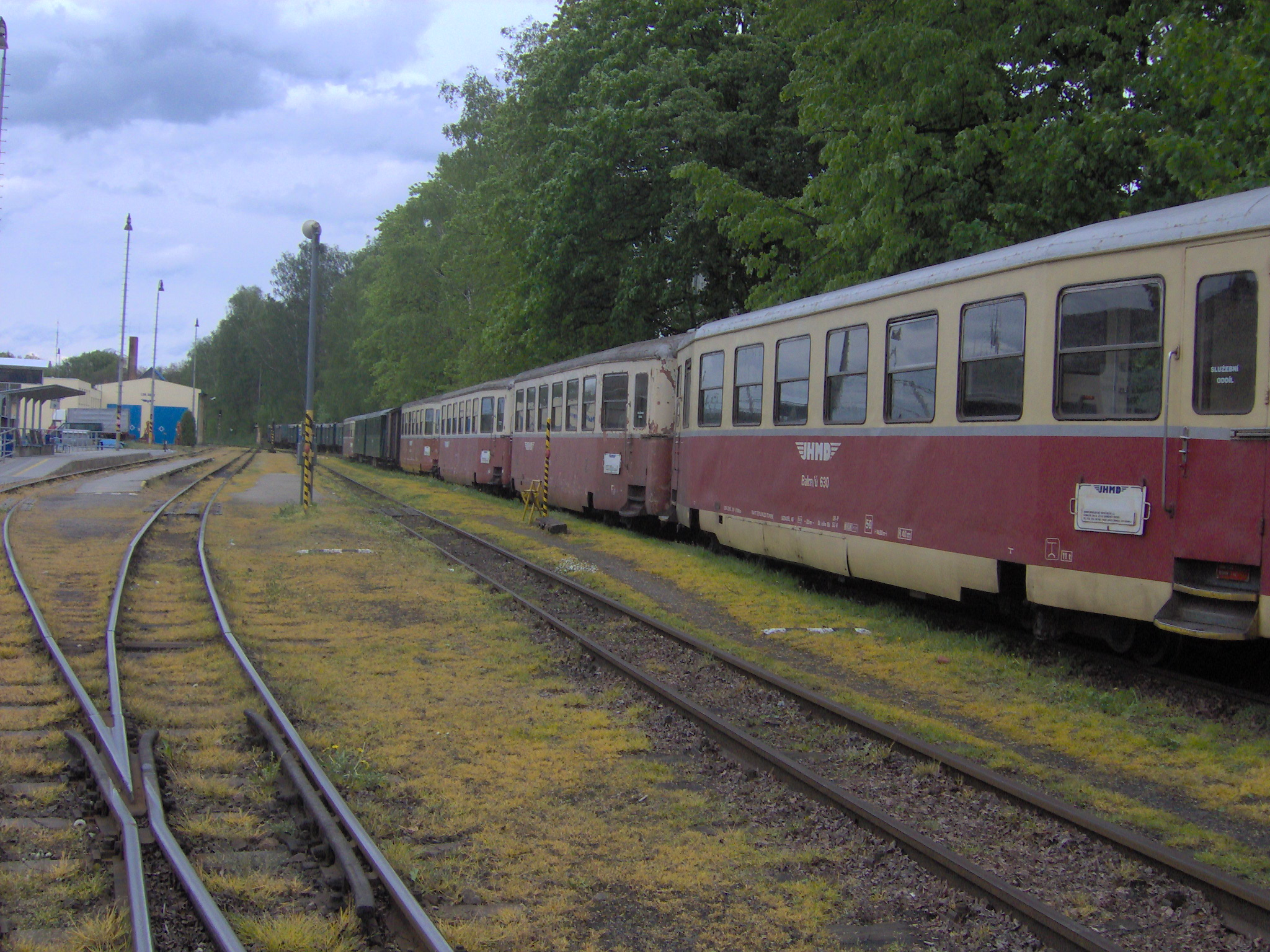
Station in Jindřichův Hradec
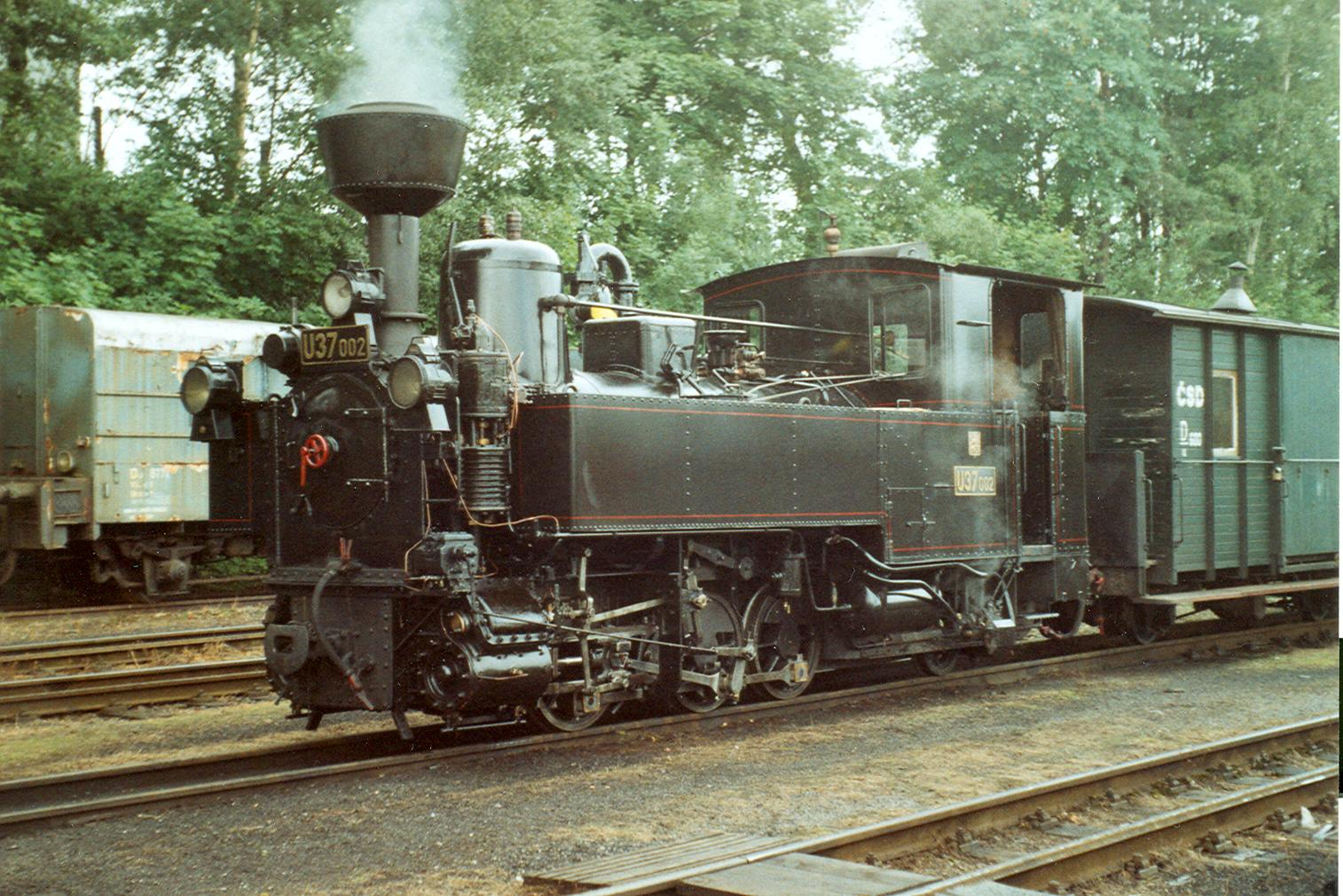
Museumlocomotief in Jindřichův Hradec